# 플리카
《플리카》(Flicka)는 영국에서 제작된 마이클 메이어 감독의 2006년 가족, 드라마 영화이다. 1941년 어린이 소설 《내 친구 플리카》(My Friend Flicka)에 어느 정도 기반을 두고 있다. 팀 맥그로 등이 주연으로 출연하였고 길 네터 등이 제작에 참여하였다. 이 영화는 20세기 폭스에 의해 2006년 10월 20일 극장 개봉되었다. 후속작 《플리카 2》는 2010년 5월 4일 DVD로 개봉되었고 또다른 후속작 《플리카: 컨츄리 프라이드》는 2012년 5월 1일 개봉되었다.

## 출연

### 주연
- 팀 맥그로
- 마리아 벨로

### 조연
- 알리슨 로먼
- 라이언 콴튼
- 대니 피노
- 달라스 로버츠
- 케일리 디퍼
- 제프리 노들링
- 데이 영
- 닉 서시
- 벅 테일러

## 기타
- 원작자: 매리 오하라
- 공동제작: 케빈 핼로란
- 미술: 샤론 세이모어
- 의상: 몰리 맥기니스
- 배역: 짐 카나핸
- 배역: 민디 마튼